# WSG Radenthein
WSG Radenthein – austriacki klub piłkarski, mający siedzibę w mieście Radenthein, w południowo-zachodniej części kraju. Obecnie gra w Unterliga West.

## Historia
Chronologia nazw:
- 1951: WSG Radenthein
- 1973: WSG Radenthein/VSV – po fuzji z Villacher SV
- 1975: WSG Radenthein

Klub sportowy WSG Radenthein został założony w miejscowości Radenthein 13 lipca 1951 roku i reprezentował Austro American Magnesit Company. W sezonie 1951/52 zespół debiutował w rozgrywkach Landesliga Kärnten, zwyciężając w Gruppe A i awansując do Tauernligi, która została wprowadzona w 1950 roku jako drugi poziom ligowy. W 1954 po wygraniu Tauernligi przegrał potem w meczach playoff (1:1, 0:2) ze Schwarz-Weiß Bregenz i stracił możliwość awansu do pierwszej ligi. W następnym sezonie 1954/55 został sklasyfikowany na trzeciej lokacie. W 1956 ponownie po wygraniu Tauernligi Süd przegrał potem w meczach playoff (1:1, 1:1, 2:3) ze Schwarz-Weiß Bregenz. W kolejnych trzech latach sytuacja znów powtórzyła się, zawsze po wygraniu Tauernligi Süd przegrywał potem w meczach playoff, w 1957 ze Schwarz-Weiß Bregenz (2:4, 2:1), w 1958 z Austrią Salzburg (1:3, 1:2), w 1959 z Austrią Salzburg (0:5, 1:1). W sezonie 1959/60 po wprowadzeniu Regionalligi Mitte zajął w niej trzecie miejsce. Po 8 sezonach w Regionalliga Mitte w 1966 zwyciężył w lidze, zdobywając historyczny awans do Nationalligi. Debiutowy sezon 1966/67 na najwyższym poziomie zakończył na ostatnim 14.miejscu i spadł z powrotem do Regionalligi Mitte. W 1970 ponownie zwyciężył w Regionalliga Mitte i awansował po raz drugi do Nationalligi. Ale tak jak poprzednio, po zajęciu ostatniej 16.pozycji w sezonie 1970/71, spadł z powrotem do drugiej ligi. W 1973 znów zwyciężył w Regionalliga Mitte i po raz trzeci został promowany do Nationalligi. Ale trzeci awans oznaczał nagły koniec klubu, ponieważ został przeniesiony do pobliskiego Villach, który miał być bardziej popularny, gdzie połączył się z miejscowym Villacher SV, który grał wtedy w lidze regionalnej. Po fuzji z nazwą WSG Radenthein/VSV startował w Nationallidze, zajmując 15.miejsce. Po zakończeniu sezonu 1973/74 została wprowadzona Bundesliga, a status Nationalligi został obniżony do II poziomu. W sezonie 1975/76 klub startował w Nationallidze (D2). 7 listopada 1975 roku fuzja oficjalnie przestała istnieć i również nazwa Radenthein wypadła z nazwy klubu.
Klub nadal istniał, chociaż musiał rozpocząć występy w niższej lidze Karyntii, wygrywając 1. Klasse B w sezonie 1976/77, jednak nie uzyskał awansu, tak jak grał poza konkurencją. W następnym sezonie 1977/78 znów zwyciężył w 1. Klasse B i tym razem awansował do Unterligi West. W 1983 zdobył mistrzostwo Unterligi West i awansował do Kärntner Ligi. Jednak po dwóch latach wrócił do Unterligi West. W 1990 spadł nawet do 1. Klasse B. W 1995 awansował do Unterligi West. W 2007 opuścił na 4 lata piątą ligę, grając w 1. Klasse B. Od sezonu 2011/12 gra w rozgrywkach Unterligi West.

## Barwy klubowe, strój
|  |  |

Klub ma barwy zielono-żółte. Zawodnicy domowe spotkania zazwyczaj grają w żółtych koszulkach, zielonych spodenkach oraz zielonych getrach.

## Sukcesy

### Trofea międzynarodowe
Nie uczestniczył w rozgrywkach europejskich (stan na 31-05-2019).

### Trofea krajowe
| \| \| Zdobyte trofea w rozgrywkach Austrii (stan na: 31-05-2019) \| |                                                            |      |                                                                        |
| Rozgrywki                                                           | Osiągnięcie                                                | Razy | Sezon(y)                                                               |
| · Mistrzostwo                                                       | I miejsce                                                  | 0    |                                                                        |
| · Mistrzostwo                                                       | II miejsce                                                 | 0    |                                                                        |
| · Mistrzostwo                                                       | III miejsce                                                | 0    |                                                                        |
| · Mistrzostwo                                                       | 14.miejsce                                                 | 1    | 1967/68                                                                |
| Puchar                                                              | zdobywca                                                   | 0    |                                                                        |
| Puchar                                                              | finalista                                                  | 0    |                                                                        |
| Puchar                                                              | ćwierćfinalista                                            | 1    | 1969/70                                                                |
| II liga                                                             | I miejsce                                                  | 8    | 1953/54, 1955/56, 1956/57, 1957/58, 1958/59, 1966/67, 1969/70, 1972/73 |
| II liga                                                             | II miejsce                                                 | 1    | 1971/72                                                                |
| II liga                                                             | III miejsce                                                | 3    | 1954/55, 1959/60, 1968/69                                              |
| Austria                                                             | Zdobyte trofea w rozgrywkach Austrii (stan na: 31-05-2019) |      |                                                                        |

- Landesliga Kärnten Gruppe A (D3):
  - mistrz (1x): 1951/52

## Poszczególne sezony

### Rozgrywki międzynarodowe

#### Europejskie puchary
Nie uczestniczył w rozgrywkach europejskich.

### Rozgrywki krajowe
| \| Austria \| Bilans występów klubu w rozgrywkach piłkarskich Austrii (Stan na 31 maja 2019 r.) \| \| |                                                                                   |        |       |   |   |   |    |    |     |                                          |        |        |      |
| Poziom                                                                                                | Rozgrywki                                                                         | Sezony | Mecze | Z | R | P | B+ | B– | Pkt | Lata                                     | Awanse | Spadki | Naj. |
| I | Nationalliga                                                                      | 3      |       |   |   |   |    |    |     | 1967/68, 1970/71, 1973/74                | 0      | 3      | 14   |
| II | Tauernliga/ Regionalliga Mitte/ Nationalliga                                      | 20     |       |   |   |   |    |    |     | 1952–1967, 1968–1970, 1971–1972, 1974/75 | 3      | 1      | 1    |
| III                                                                                                   | Landesliga Kärnten Gruppe A                                                       | 1      |       |   |   |   |    |    |     | 1951/52                                  | 1      | 0      | 1    |
| | Puchar Austrii                                                                    | 12     |       |   |   |   |    |    |     | od 1958                                  | 0      | 0      | 1/4  |
| Austria                                                                                               | Bilans występów klubu w rozgrywkach piłkarskich Austrii (Stan na 31 maja 2019 r.) |        |       |   |   |   |    |    |     |                                          |        |        |      |

## Struktura klubu

### Stadion
Klub piłkarski rozgrywa swoje mecze domowe na Stadtstadion Radenthein w Radenthein o pojemności 3000 widzów.

### Inne sekcje
Klub prowadzi drużyny dla dzieci i młodzieży w każdym wieku. Funkcjonuje również sekcja piłki nożnej kobiet.

### Derby
- ASKÖ Radenthein
- SV Spittal an der Drau
- Villacher SV
- Austria Kärnten
- FC Kärnten